# Blastocaulon rupestre
Blastocaulon rupestre là một loài thực vật có hoa trong họ Cỏ dùi trống. Loài này được (Gardner) Ruhland mô tả khoa học đầu tiên năm 1903.